# Freja Beha Erichsen
Freja Beha Erichsen (født 18. oktober 1987 i Roskilde, Danmark) er en dansk fotomodel og forsidepige for Vogue, der er kendt for sit androgyne udseende.[kilde mangler]
Hun debuterede som model som 17 årig, da hun åbnede Miu Mius efterårs/vinter kollektion 2005, og har siden arbejdet for Louis Vuitton og Prada. Hun har været på forsiden af blandt andet den italienske, britiske og franske udgave af modebladet Vogue. Modefotografen Steven Meisel har fotograferet hende hele tre gange, til forsiden af Vogue i Italien - henholdsvis marts og november 2010, samt januar 2011. I marts 2015 blev hun nok engang fotograferet af Meisel.

## Privatliv
Freja Beha Erichsens mor, Lise, er søster til globetrotteren Troels Kløvedal, hvad der gør Freja til kusine til TV-vært Mikkel Beha Erichsen. Freja har siden 2015 boet i New York, hvor hun fortsat arbejder som model.